# Мерида (држава Венецуеле)
Мерида (шп. Estado Mérida), једна је од 23 државе у Боливарској Републици Венецуели. Држава носи име по главном и највећем граду Мерида. Ова савезна држава покрива укупну површину од 11.300 км ² и има 907.938 становника (2011).

## Клима и вегетација
Клима је умерена само у малом подручју државе Мерида. Обично постоји неколико драматичних климатских промена које се дешавају свакодневно. Клима у граду Мерида има просечне високе температуре између 24 °C и 25 °C, а ниске температуре између 14 °C и 16 °C. У неким унутрашњим градовима, распон у температуру је много већи. Киша пада скоро сваки дан, у јануару и фебруару. За Венецуелу, држава Мерида је једно од најхладнијих места. У августу и септембру је киша често пада и ноћу. 
Вегетација је бујна и има много језера и река, а велики број њих које су добро снабдевене са пастрмкама. Најважнија река у држави Чама, јер велики део водних ресурса са планина Венецуеле су део њенох слива. Званично дрво државе је буцаре, а цвет фрајилејон. У држави се може наћи и дрво колорадито. То је дрво које расте на највишим надморским висинама на свету. У овим планинским стаништима живе и медведи, те кондори који се често могу спазити изнад лагуна које су богате пастрмком.

## Галерија
- Пејзажи државе Мерида
- Меридска жичара, највиша и највећа на свету